# 교향곡 4번 (브람스)
《교향곡 4번 마단조, 작품 번호 98》은 요하네스 브람스의 네 번째 교향곡이자 마지막 교향곡이다. 브람스는 이 곡을 1884년에 작곡하기 시작하여, 교향곡 3번을 마친 직후인 1885년에 완성하였다.

## 악기 편성
- 목관악기: 플루트 2(하나는 피콜로를 제3악장에서만 연주), 오보에 2, 클라리넷 2, 바순 2, 콘트라바순(3~4악장에서만)
- 금관악기: 호른 4, 트럼펫 2, 트롬본 3(4악장에만)
- 타악기: 팀파니(1·2악장에서는 2대, 3·4악장에서는 3대), 트라이앵글(3악장에서만)
- 현악기

## 악장 구성
교향곡 4번은 4악장으로 형식으로, 아래와 같다.
- 1악장 : Allegro non troppo (E minor)
- 2악장 : Andante moderato (E major)
- 3악장 : Allegro giocoso (C major)
- 4악장 : Allegro energico e passionato (E minor)

보통 연주는 약 40분 정도 걸린다.

## 분석
첫 악장은 브람스의 것 중 가장 드라마틱하고 열정적이며, 두 번째 악장은 레퀴엠의 분위기를 가지고 있다. 신나는 3악장은 제일 마지막에 쓰였으며 트라이앵글이 들어간다. 마지막 악장인 4악장은 흔하지 않은 교향악의 샤콘느(파사칼리아와 비슷하다)의 예이다. 반복되는 주제는 요한 제바스티안 바흐의 칸타타 BWV 150 Nach dir, Herr, verlanget mich의 마지막 악장의 파사칼리아를 따왔다. 이 교향곡에는 다른 곡에서 따온 부분이 꽤 있는데, 주로 베토벤의 곡이 많다. 또한 이 곡은 당시 브람스가 많이 읽었던 것으로 인해, 고대 그리스의 소포클레스 비극에서 많은 영감을 받았다.
아르놀트 쇤베르크는 그의 에세이 Brahms the Progressive에서, 작곡가의 전기 작가인 말컴 맥도날드가 지적한대로 총보의 많은 주제의 관계성을 지적한다. 샤콘느 주제의 전반부는 앞 악장의 중요한 순간의 코다의 베이스에서 예견되는 것이다. 그리고 첫악장의 단 3도가 5도로 전이되면서 샤콘느의 마지막 변주곡에서 카운터포인트(counterpoint)로 나타난다.

## 반응
초연은 1885년 10월 25일에 마이닝엔(Meiningen)에서 브람스 자신이 지휘하여 연주하였다. 연주는 성공적이었고 그날 이후로 지금까지 좋은 반응을 보이고 있다. 그 전에, 조그마한 규모의 개인 연주회에서 두 대의 피아노를 통해 연주된적이 있으며, 그중 하나는 브람스가 연주했다. 그의 친구이며 전기작가인 막스 칼벡(Max Kalbeck)에 의하면, 그 연주에서 평론가 에두아르트 한슬릭이 첫 악장을 듣고 "이 악장 전체를 통해 엄청난 두 지성인에게 맞고 있는 듯한 느낌이 든다"고 했다. 그러나 한슬릭은 나중에 와서 호의적으로 말했다.